# West Ryder Pauper Lunatic Asylum
 West Ryder Pauper Lunatic Asylum  — це третя студійна робота британського рок-гурту Kasabian, яка була випущена 5 червня 2009 року у Великій Британії.
Трек «Vlad the Impaler» можна було безкоштовно скачати з офіційного сайту гурту з 31 березня до 3 квітня 2009. Перший сингл, який з'явився на фізичному носії був  «Fire», який гурт випустив першого червня.
Платівка, як і попередник, зайняла перше місце у британських чартах, де залишалась декілька тижнів.
На альбомі є дует, це пісня «West Ryder Silver Bullet», яка записана разом з американською акторкою Розаріо Доусон.
Над музичним оформленням працював відомий американський хіп-хоп продюсер Dan the Automator.

## Композиції
Всі пісні написанні Серджіо Піццорно, крім 10 трека написаного Піццорно та Гельмут Zacharias.
| #   | Назва                                                        | Тривалість |
| --- | ------------------------------------------------------------ | ---------- |
| 1.  | «Underdog»                                                   | 4:37       |
| 2.  | «Where Did All the Love Go?»                                 | 4:17       |
| 3.  | «Swarfiga»                                                   | 2:18       |
| 4.  | «Fast Fuse»                                                  | 4:10       |
| 5.  | «Take Aim»                                                   | 5:23       |
| 6.  | «Thick as Thieves»                                           | 3:06       |
| 7.  | «West Ryder Silver Bullet» (feat. Rosario Dawson)            | 5:15       |
| 8.  | «Vlad the Impaler»                                           | 4:44       |
| 9.  | «Ladies and Gentlemen, Roll the Dice»                        | 3:33       |
| 10. | «Secret Alphabets»                                           | 5:07       |
| 11. | «Fire»                                                       | 4:13       |
| 12. | «Happiness»                                                  | 5:16       |
| 13. | «Runaway (live)» (Японський бонус-трек)                      | 4:09       |
| 14. | «Cunny Grope Lane» (iTunes pre-order & Японський бонус-трек) | 3:12       |
| 15. | «Road Kill Café» (Японський бонус-трек)                      | 2:39       |

| Special Edition Bonus DVD | Special Edition Bonus DVD                                                     | Special Edition Bonus DVD |
| #                         | Назва                                                                         | Тривалість                |
| ------------------------- | ----------------------------------------------------------------------------- | ------------------------- |
| 1.                        | «Processed Beats» (Live From The Little Noise Sessions)                       | 4:05                      |
| 2.                        | «Black Whistler» (Live From The Little Noise Sessions)                        | 4:00                      |
| 3.                        | «ID» (Live From The Little Noise Sessions)                                    | 3:59                      |
| 4.                        | «Me Plus One» (Live From The Little Noise Sessions)                           | 3:06                      |
| 5.                        | «Doberman» (Live From The Little Noise Sessions)                              | 5:12                      |
| 6.                        | «Runaway» (Live From The Little Noise Sessions)                               | 3:45                      |
| 7.                        | «Thick as Thieves» (Live From The Royal Albert Hall For Teenage Cancer Trust) | 3:26                      |
| 8.                        | «Fast Fuse» (Live From The Royal Albert Hall For Teenage Cancer Trust)        | 4:06                      |
| 9.                        | «Clubfoot» (Live From The Royal Albert Hall For Teenage Cancer Trust)         | 4:44                      |
| 10.                       | «LSF» (Live From The Royal Albert Hall For Teenage Cancer Trust)              | 7:21                      |
| 11.                       | «Vlad the Impaler» (відео)                                                    |                           |
| 12.                       | «Vlad the Impaler» (The Making Of)                                            |                           |
| 13.                       | «Fire» (Music Film)                                                           |                           |

| Japan Only Bonus CD | Japan Only Bonus CD                          | Japan Only Bonus CD |
| #                   | Назва                                        | Тривалість          |
| ------------------- | -------------------------------------------- | ------------------- |
| 1.                  | «Shoot the Runner» (live at iTunes Festival) |                     |
| 2.                  | «Empire» (live at iTunes Festival)           |                     |
| 3.                  | «Stuntman» (live at iTunes Festival)         |                     |
| 4.                  | «The Doberman» (live at iTunes Festival)     |                     |
| 5.                  | «Club Foot» (live at iTunes Festival)        |                     |
| 6.                  | «LSF» (live at iTunes Festival)              |                     |

## Виноски
1. ↑  Архівована копія. Архів оригіналу за 25 травня 2009. Процитовано 30 грудня 2009.{{cite web}}:  Обслуговування CS1: Сторінки з текстом «archived copy» як значення параметру title (посилання) [Архівовано 2009-05-25 у Wayback Machine.]